# Frieden von Moore
Der Frieden von Moore (engl. Treaty of the More, frz. Traité de More) wurde am 30. August 1525 zwischen Heinrich VIII. und der französischen Regentin Luise von Savoyen geschlossen. Er wurde von Heinrich und den französischen Botschaftern auf Schloss „The More“ (The Manor of the More)  in Hertfordshire gefeiert, das Heinrichs oberstem Minister, Kardinal Wolsey, gehörte.
Heinrich  VIII. erklärte sich unter Vermittlung Wolseys bereit, auf einige territoriale Ansprüche gegenüber Frankreich zu verzichten und erhielt im Gegenzug von den Franzosen eine jährliche Rente von 20 000 Pfund. Frankreich beglich die Schulden gegenüber Mary Tudors, der Königinwitwe von Frankreich und  Schwester Heinrichs, und setzte sich für die Freilassung von König Franz I. von Frankreich ein, der damals von Karl V., dem Kaiser des Heiligen Römischen Reiches und König von Spanien, gefangen gehalten wurde.
Da England durch eine drohende Erneuerung der „Auld Alliance“ zwischen Frankreich und Schottland beunruhigt war, erklärte Frankreich sich bereit, Herzog von Albany, der an dritter Stelle der schottischen Thronfolge stand,  an der Rückkehr nach Schottland zu hindern.
Im Winter 1542/43 kündigte Heinrich dann den Vertrag, da die vereinbarten Pensionszahlungen ausblieben und wegen anderer Querelen, und wandte sich wieder dem Kaiser zu.